# (17918) 1999 GE6
(17918) 1999 GE6 es un asteroide perteneciente al cinturón de asteroides, descubierto el 14 de abril de 1999 por Yoshisada Shimizu y el también astrónomo Takeshi Urata desde el Observatorio de Nachikatsuura, Wakayama, Japón.

## Designación y nombre
Designado provisionalmente como 1999 GE6.

## Características orbitales
(17918) 1999 GE6 está situado a una distancia media del Sol de 2,895 ua, pudiendo alejarse hasta 3,595 ua y acercarse hasta 2,195 ua. Su excentricidad es 0,242 y la inclinación orbital 8,981 grados. Emplea 1799,29 días en completar una órbita alrededor del Sol.
Los próximos acercamientos a la órbita de Júpiter ocurrirán el 9 de agosto de 2036, el 22 de septiembre de 2095 y el 30 de octubre de 2154.

## Características físicas
La magnitud absoluta de (17918) 1999 GE6 es 13,80. Tiene 12,262 km de diámetro y su albedo se estima en 0,047.